# Wohn- und Geschäftshaus Am Weserdeich 13
Das Wohn- und Geschäftshaus Am Weserdeich 13 im niedersächsischen Elsfleth-Oberhammelwarden im Landkreis Wesermarsch, stammt aus dem frühen 20. Jahrhundert.

Aktuell (2023) wird es als Wohn- und Geschäftshaus mit Kiosk genutzt.
Das Gebäude steht unter Denkmalschutz (siehe auch Liste der Baudenkmale in Elsfleth).

## Beschreibung
Der eineinhalbgeschossige giebelständige Putzbau mit Drempel und Satteldach wurde als Bautyp Oldenburger Hundehütte um 1905 gebaut. Über dem mittigen Eingang ist eine Zweifenstergruppe und im EG sind seitliche gegliederte Schaufenster. Das Haus wurde durch ein geschossteilendes Gesims, Kantenquaderung, Fenster- und Türrahmungen mit Ohren, gequaderte Lisenen, Brüstungsreliefs und mittig ionische und Hermespilaster im Giebel und weitere Hermen, klassizistischem Gebälk und Dreiecksgiebel mit Akroterien (oberste Eck- und Firstspitzen) sowie drei Relieftondi (Rundbild) mit Blüten gegliedert und gestaltet. Das Haus wurde zeitweise als Gast-Wirtschaft genutzt.
Das Landesdenkmalamt befand: „… geschichtliche Bedeutung … als beispielhaftes am städtischen Bauen Oldenburgs orientiertes Wohn-/Geschäftshaus des späten Historismus … .“